# 羅利 (伊利諾伊州)
羅利（英語：Raleigh）是位於美國伊利諾伊州薩林縣的一個村落。

## 地理
羅利的座標為37°49′38″N 88°32′01″W / 37.82722°N 88.53361°W，而該地最高點為海拔高度126米（即413英尺）。

## 人口
根據2010年美國人口普查的數據，羅利的面積為5.12平方千米，當中陸地面積為5.12平方千米，而水域面積為0.00平方千米。當地共有人口350人，而人口密度為每平方千米68人。